# Лаутербах (Хесен)
Лаутербах (њем. Lauterbach) општина је у њемачкој савезној држави Хесен. Једно је од 19 општинских средишта округа Фогелсберг. Према процјени из 2010. у општини је живјело 14.078 становника. Посједује регионалну шифру (AGS) 6535011.

## Географски и демографски подаци
Лаутербах се налази у савезној држави Хесен у округу Фогелсберг. Општина се налази на надморској висини од 272–499 метара. Површина општине износи 102,0 km². У самом мјесту је, према процјени из 2010. године, живјело 14.078 становника. Просјечна густина становништва износи 138 становника/km².

## Међународна сарадња
| Мјесто         | Држава               | Врста сарадње | Од    |
| -------------- | -------------------- | ------------- | ----- |
|                | Француска            | партнерство   | 1969. |
|                | Француска            | партнерство   | 1971. |
| Дарбишир Дејлс | Уједињено Краљевство | партнерство   | 1962. |
| Извор          |                      |               |       |